# Mouvement révolutionnaire Túpac Amaru
Pour les articles homonymes, voir Túpac.
Le Movimiento Revolucionario Tupac Amaru (MRTA) est une organisation politique pratiquant la guérilla urbaine, apparue au Pérou en 1984, à l'époque du gouvernement du président Fernando Belaúnde Terry. Elle fut inspirée par les guérillas d'autres pays de la région et entendait participer à l'ouverture d'un « front révolutionnaire» comprenant les autres pays d'Amérique du Sud. 
Affirmant « voler les riches pour aider les pauvres », le MRTA se proclamait défenseur des laissés-pour-compte et des paysans. Dans le même temps, le mouvement tente d'établir un lien entre les revendications sociales de l’extrême gauche et les revendications identitaires des indigènes. 
Organisation plutôt urbaine, présente dans les universités et les bidonvilles de Lima, elle privilégie les actions spectaculaires : attaques d'ambassades occidentales, braquages de banques, enlèvements et extorsions d'hommes d'affaires. 
Le MRTA a regroupé près d'un millier de militants avant de disparaitre progressivement dans les années 1990 après l'arrestation de ses dirigeants.

## Histoire du mouvement
Son nom est emprunté à Túpac Amaru, le leader métis qui s'était soulevé contre les colons espagnols à la fin du XVIe siècle. Les adeptes de ce mouvement sont appelés les MRTistes ou MRTistas.
En juillet 1990, une cinquantaine de ses militants, parmi lesquels Victor Polay, réussisent à s'évader d'une prison de haute-sécurité en creusant un tunnel de plus de 200 mètres de long.
À la même époque, le MRTA avait enlevé en pleine capitale le magnat de la télévision Hector Delgado Parker, conseiller du président Alan Garcia. Delgado avait été libéré après plusieurs mois de négociations en échange d'une triple rançon : en argent et en nourriture à distribuer dans les quartiers pauvres de Lima et une promesse de visite pour les détenus.
Le MRTA a également mené des occasionnellement des actions en Bolivie avec l'appui du Mouvement de la gauche révolutionnaire chilien.
Son action la plus médiatique fut la prise d'otages de l'ambassade du Japon à Lima, le 17 décembre 1996, lancée par Néstor Cerpa Cartolini, ancien dirigeant syndical et chef du MRTA depuis 1992. Lors de cette opération, plus de 500 otages furent séquestrés durant de longues semaines (il en restait encore 74 le 24 janvier 1997 et 72 le 1er mars 1997). Son but était de faire libérer 400 camarades révolutionnaires emprisonnés et d'appeler à un changement de la politique néo-libérale du président Alberto Fujimori. La prise d'otages s'est terminée le 22 avril 1997, avec l'assaut final donné contre l'ambassade dans lequel tous les membres du commando du MRTA ont trouvé la mort.
Les conditions de l'assaut ont soulevé une polémique, certains otages ayant par la suite affirmé avoir vu des MRTistes lever les bras au ciel pour se rendre, alors qu'aucun d'eux ne fut épargné à son issue. Des documents déclassifiés montreront qu'Alberto Fujimori avait donné l'ordre d’exécuter les guérilleros prisonniers.
Le MRTA était réputé moins violent que le Sentier lumineux mais n'a jamais réussi à gagner le soutien de la population, malgré la forte pauvreté des campagnes et des bidonvilles de Lima, ou à représenter une menace pour l’État péruvien. La plupart des Péruviens, bien que mécontents des gouvernements successifs, ont rejeté la lutte armée qui n'a fait qu'alimenter une sanglante guerre civile.
L'organisation est considérée comme terroriste par le pouvoir péruvien et est placée sur la liste officielle des organisations terroristes des États-Unis.
La commission de la vérité et de la réconciliation mise sur pied par les autorités pour faire la lumière sur les crimes de chacun des acteurs du conflit attribue au MRTA 1,5 % des crimes du conflit. Selon elle : « Contrairement au Sentier lumineux et à d'autres organisations armées, le MRTA revendiquait ses actions, ses membres portaient des uniformes ou d'autres signes distinctifs pour se différencier de la population civile, ne s'attaquait pas à la population non-armée et s'est montré ouvert aux négociations de paix. Néanmoins, le MRTA a aussi commis des actes criminels ; il a eu recours à des assassinats, comme dans le cas du général Enrique López Albújar, aux prises d'otages et aux enlèvements, des crimes qui violent non seulement la liberté personnelle mais le droit international humanitaire que le MRTA affirmait respecter ».